# بييلسكو بياوا
نادي بودبيسكيدجى بييلسكو بياوا (بالبولندية: TS Podbeskidzie Bielsko-Biała) نادي كرة قدم بولندي يلعب في الدوري البولندي الدرجة الثانية. تم تأسيس النادي عام 1995.